# Hamadaou Sylla
Pour les articles homonymes, voir Sylla (homonymie).
Hamadaou Sylla est un homme politique malien né le 25 septembre 1958 à Touba dans le cercle de Banamba au Mali.
Après avoir fréquenté l’école fondamentale à Touba et le lycée de Badalabougou, il poursuit ses études en France à l’Université de Paris X-Nanterre où il obtient doctorat d’état en sciences économiques.
Il a exercé comme professeur d’enseignement supérieur et directeur de l’usine de production de Cubes Maggi
Hamadaou Sylla a été maire de Duguwolonwila de 1999 à 2002. Il est vice-président du Mouvement citoyen.
Député élu dans la circonscription de Banamba lors des élections législatives maliennes de 2007 sur la liste indépendante, Hamadaou Sylla qui siège dans le groupe indépendant a été élu 3e vice-président de l’Assemblée nationale le 12 octobre 2009.
Hamadaou Sylla préside l’Organisation patronale des industriels.